# Samochód terenowy

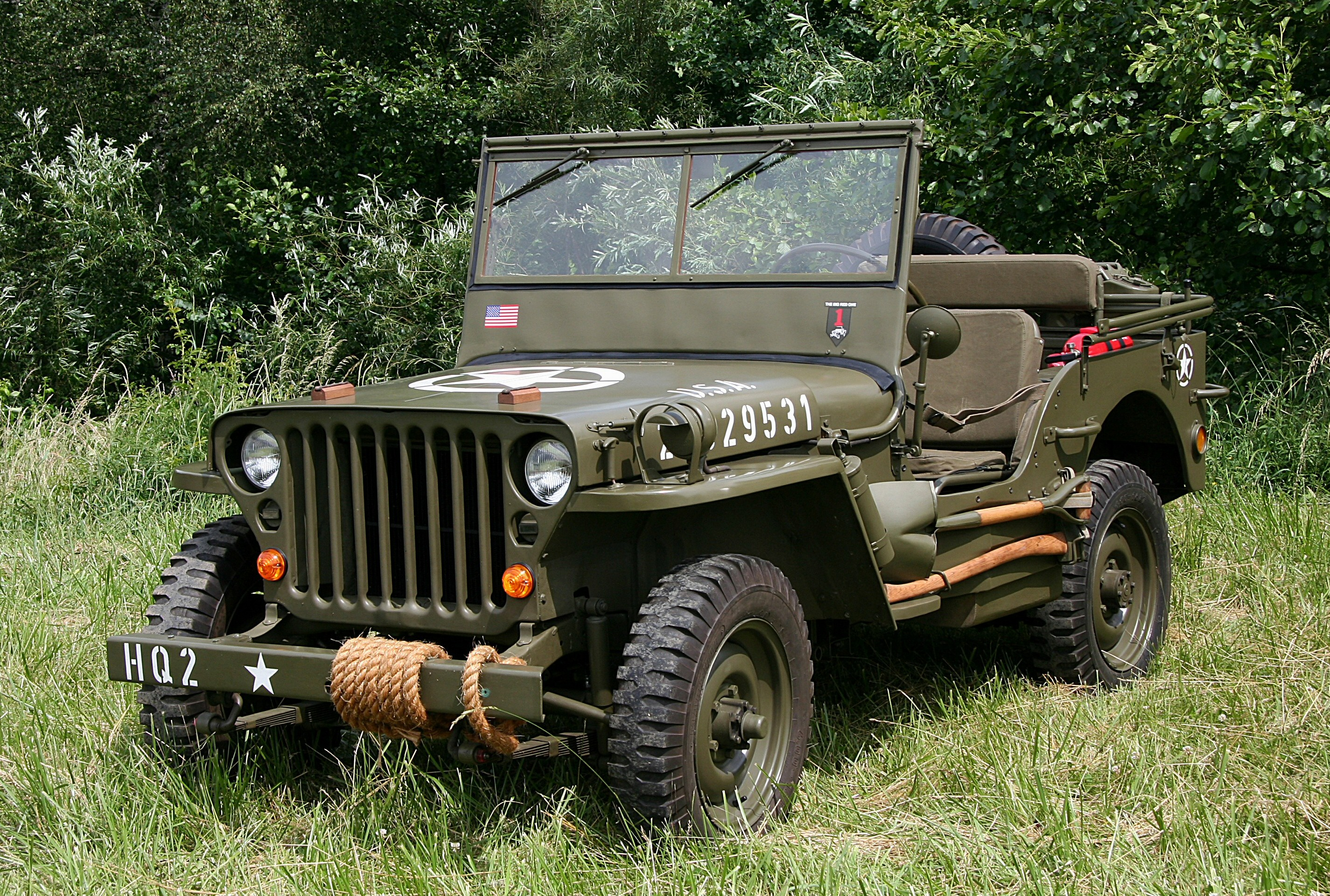
Willys MB (pot. jeep) osobowy samochód terenowy

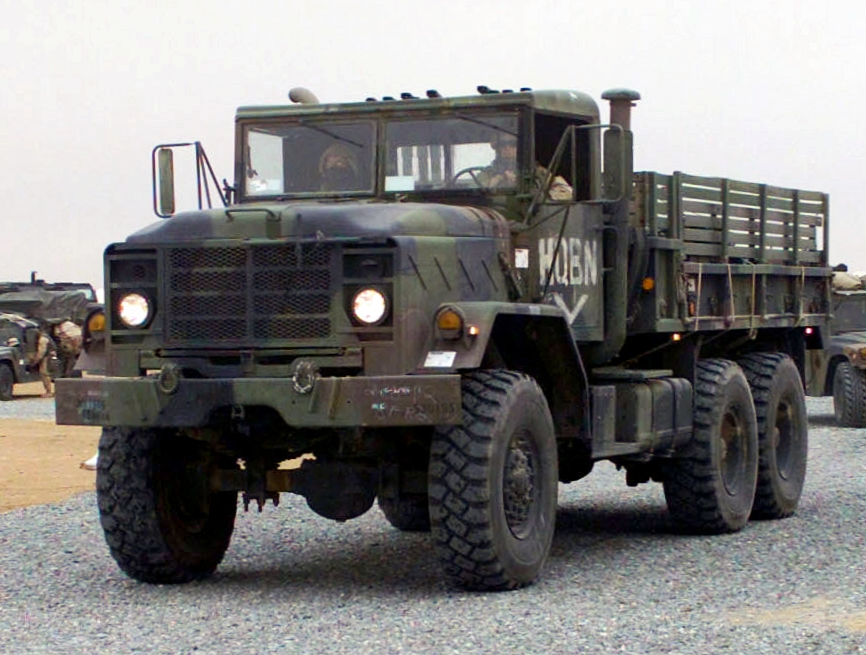
M939 ciężarowy samochód terenowy

Samochód terenowy − pojazd samochodowy przystosowany do pokonywania przeszkód terenowych. Może być samochodem osobowym (łazik, samochód osobowo-terenowy) lub ciężarowym. Zazwyczaj jest zbudowany na bazie ramy z napędem na wszystkie koła, ze specjalnymi oponami, skrzynią rozdzielczo-redukcyjną, zwiększonym prześwitem poprzecznym (190 - 400 mm) i zwiększoną zdolnością pokonywania wzniesień.
Samochód terenowy może być, ale nie musi, jednocześnie autem typu SUV. W Stanach Zjednoczonych obydwa pojęcia są jednoznaczne z powodu braku w ofercie spartańsko wyposażonych aut terenowych. W Polsce samochód homologowany jako terenowy może ciągnąć przyczepę hamowaną o masie całkowitej przekraczającej jego masę własną nawet o jej połowę, o ile jej DMC nie przekracza maksymalnej wartości, określonej przez producenta pojazdu i zamontowanego w nim haka holowniczego (Dz.U. z 2003 r. nr 32, poz. 262; Dział II, § 3. pkt. 4. ppkt. 4). Do pojazdów mogących ciągnąć przyczepę 3,5-tonową, a mających mniejszą niż ona DMC, należą: Volkswagen Touareg, Mercedes-Benz klasy GL, klasy G (tylko dłuższa, 5-drzwiowa wersja), Land Rover Defender.
Do znanych marek samochodów terenowych należą m.in. Hummer (w wersji wojskowej Humvee), Suzuki, Jeep, Land Rover, Nissan, UAZ, ARO, Toyota oraz Mitsubishi.
W Polsce produkowanymi samochodami terenowymi były: Honker, Star 266 oraz Polski Fiat 508 III/W Łazik (na podstawie konstrukcji Polskiego Fiata 508 III Junak w Państwowych Zakładach Inżynierii (PZInż)). Ponadto w Polsce działała montownia rumuńskich samochodów terenowych ARO, pojazdy z tej montowni wyposażane były w niektóre części produkcji polskiej.